# Ike Ezenwoke
Ike Ezenwoke es un deportista nigeriano que compitió en judo. Ganó una medalla de bronce en el Campeonato Africano de Judo de 1998, en la categoría de –60 kg.

## Palmarés internacional
| Campeonato Africano | Campeonato Africano | Campeonato Africano | Campeonato Africano |
| Año                 | Lugar               | Medalla             | Categoría           |
| ------------------- | ------------------- | ------------------- | ------------------- |
| 1998                | Dakar (Senegal)     | Medalla de bronce   | –60 kg              |